# Scott Sunderland (cyclisme, 1988)
Pour les articles homonymes, voir Scott Sunderland et Sunderland.
Scott Sunderland, né le 16 mars 1988 à Busselton, est un coureur cycliste australien. D'abord spécialiste de la piste, il participe depuis 2015 à des épreuves sur route. Il est membre de l'équipe Bennelong SwissWellness-Cervelo.

## Biographie
Depuis 2007, Sunderland représente l'Australie aux épreuves de Coupe du monde sur piste. À Los Angeles en 2008, il remporte sa première épreuve, le kilomètre contre-la-montre.
Il est membre du programme de l'Australian Institute of Sport.  
Début 2012, il devient champion du monde de vitesse par équipes, avec Shane Perkins et Matthew Glaetzer. Lors des Jeux olympiques de 2012, il se classe quatrième de la vitesse par équipes.
En août 2013, Sunderland quitte le programme du sprint pour rejoindre l'équipe d'endurance. En novembre 2014, il rejoint l'équipe continentale australienne Budget Forklifts, où il retrouve d'autres membres de l'équipe d'endurance sur piste, dont Luke Davison, Glenn O'Shea, Jack Bobridge et Mitchell Mulhern. Le but de l'équipe est de suivre un programme national avec comme objectif la réussite sur les épreuves sur piste aux Jeux olympiques d'été de 2016. Pour atteindre ses objectifs, il perd près de 15 kg et participe à la saison sur route. Il remporte plusieurs victoires au sprint dont la 100e édition de la Melbourne to Warrnambool Classic.

## Palmarès sur piste

### Jeux olympiques
- Londres 2012
  - 4e de la vitesse par équipes

### Championnats du monde
- Apeldoorn 2011
  - 7e de la vitesse individuelle
  - 7e du keirin
- Melbourne 2012
  -  Champion du monde de vitesse par équipes (avec Shane Perkins et Matthew Glaetzer)
  - 7e du keirin
- Minsk 2013
  - 5e du keirin
  - 4e de la vitesse par équipes

### Championnats du monde juniors
- 2005
  -  Médaillé de bronze de la vitesse par équipes juniors
  -  Médaillé de bronze du kilomètre juniors
- 2006
  -  Champion du monde du kilomètre juniors
  -  Médaillé d'argent de la vitesse par équipes juniors
  -  Médaillé d'argent de la vitesse juniors

### Coupe du monde
- 2006-2007
  - 3e de la vitesse par équipes à Manchester
- 2007-2008
  - 1er du kilomètre à Los Angeles
- 2008-2009
  - 1er de la vitesse par équipes à Melbourne (avec  Daniel Ellis et Jason Niblett)
  - 2e du kilomètre à Melbourne
  - 2e de la vitesse par équipes à Cali
- 2009-2010
  - 1er du kilomètre à Melbourne
  - 1er de la vitesse par équipes à Melbourne (avec Daniel Ellis et Shane Perkins)
  - 2e de la vitesse par équipes à Pékin
- 2010-2011
  - 2e du keirin à Pékin
- 2011-2012
  - 2e de la vitesse par équipes à Astana
- 2013-2014
  - 1er du kilomètre à Guadalajara
  - 1er de la poursuite par équipes à Guadalajara (avec Tirian McManus, Joshua Harrison et Callum Scotson)

### Jeux du Commonwealth
- New Delhi 2010
  -  Médaillé d'or du kilomètre
  -  Médaillé d'or de la vitesse par équipes (avec Daniel Ellis et Jason Niblett)
  -  Médaillé d'argent de la vitesse
- Glasgow 2014
  -  Médaillé d'or du kilomètre

### Championnats d'Océanie
| Édition / Épreuve | Kilomètre | Keirin | Vitesse individuelle | Vitesse par équipes                     | Poursuite par équipes |
| 2006              | Or        |        |                      | Or (avec Shane Perkins et Joel Leonard) |                       |
| 2007              | Or        |        |                      | Bronze                                  |                       |
| 2008              | Or        |        | Bronze               | Or (avec Shane Perkins et Daniel Ellis) |                       |
| 2010              | Or        |        |                      | Or (avec Daniel Ellis et Jason Niblett) |                       |
| 2011              |           | Argent | Argent               |                                         |                       |
| 2013              | Argent    |        |                      |                                         | Argent                |

### Jeux d'Océanie
- 2004
  -  Médaillé d'or de la vitesse individuelle juniors
  -  Médaillé d'or de la vitesse par équipes juniors (avec Benjamin Simonelli et Joel Davis)
  -  Médaillé d'or du kilomètre  juniors
- 2006
  -  Médaillé d'or de la vitesse par équipes (avec Joel Leonard et Shane Perkins)
  -  Médaillé d'or du kilomètre

### Championnats d'Australie
- 2003
  -  Champion d'Australie du 500m cadets
- 2006
  -  Champion d'Australie de vitesse juniors
  -  Champion d'Australie de vitesse par équipes juniors (avec Duane Johansen et Jason Holloway)
  -  Champion d'Australie du kilomètre juniors
- 2010
  -  Champion d'Australie du keirin
- 2015
  -  Champion d'Australie du kilomètre

## Palmarès sur route
- 2015
  - Tour of America's Dairyland :
    - Classement général
    - 1re et 5e étapes

  - 2e, 3e, 5e et 6e étapes du Tour of the Great South Coast
  - 4e étape du National Capital Tour
  - Melbourne to Warrnambool Classic
  - 3e du championnat d'Australie du critérium
- 2017
  - 1re étape du Tour de Langkawi
  - 3e étape du Tour de Corée
  - Prologue et 5e étape du Tour de Hongrie
  - 2e, 4e, 5e et 6e étapes du Tour of the Great South Coast
  - 2e étape du Tour de Chine II
  - 2e du championnat d'Australie du critérium

## Classements mondiaux
| Année           | 2015 | 2016  | 2017  |
| --------------- | ---- | ----- | ----- |
| UCI Asia Tour   | 59e  |       | 101e  |
| UCI Europe Tour |      | 1556e | 1037e |